# Enamorada de Figaro
Enamorada de Figaro o Un romanç amb Figaro (títol original en anglès, Falling for Figaro) és una pel·lícula de comèdia romàntica del 2021 escrita i dirigida per Ben Lewin i protagonitzada per Joanna Lumley, Danielle Macdonald i Hugh Skinner. S'ha doblat al català central per a TV3 amb el títol d'Enamorada de Figaro, i al valencià per a À Punt amb el nom d'Un romanç amb Figaro.
La pel·lícula es va projectar al mercat de pel·lícules Industry Selects del Festival Internacional de Cinema de Toronto el setembre de 2020, però no es va estrenar de manera pública oficialment fins al 2021 a causa de la pandèmia de la COVID-19. Es va estrenar als Estats Units l'1 d'octubre de 2021, al Regne Unit el 22 d'octubre i a Austràlia el 14 de juliol del 2022.

## Sinopsi
La Millie, una gestora de fons estatunidenca, s'adona un dia que el seu somni de tota la vida és convertir-se en cantant d'òpera. Deixa la seva lucrativa feina i s'allunya del seu xicot, i decideix viatjar a les Terres altes d'Escòcia, on finalment es converteix en cantant d'òpera després de l'intens entrenament vocal de l'antiga diva de l'òpera Meghan Geoffrey-Bishop i la competència ferotge d'altres cantants d'òpera, inclòs en Max, l'altre estudiant de la Meghan.

## Repartiment
- Danielle Macdonald com a Millie Cantwell (cantat per Stacey Alleaume)[6]
- Hugh Skinner com a Max Thistlewaite (cantat per Nathan Lay)
- Joanna Lumley com a Meghan Geoffrey-Bishop
- Gary Lewis com a Ramsay Macfadyen
- Shazad Latif com a Charlie
- Rebecca Benson com a Rosa
- Ian Hanmore com a Patrick
- Bhav Joshi com a Elliot
- Saskia Ashdown com a Eve
- Christina Bennington com a Juliet
- Jo Cameron Brown com la infermera de la Julieta
- Vanessa Borrini com a Vanessa
- Margaret Fraser com a Alexandra
- Alasdair Hankinson com a tramoista
- Mark Weinman com a Victor
- Andrew J. Carter com a Fergus McKinnon
- Emily Mwila com a Emily
- Alasdair Braxton com a botons
- Vicki Pepperdine com a Patricia